# Sigle de trei litere de la QAA la TZZ
| Sigle de o literă                       |                               |
| Sigle de două litere                    |                               |
| Sigle de trei litere                    |                               |
| AAA → DZZ EAA → HZZ IAA → LZZ MAA → PZZ | QAA → TZZ UAA → XZZ YAA → ZZZ |
| Sigle de patru litere                   |                               |
| Sigle de cinci litere                   |                               |
| Sigle de șase litere                    |                               |

Această pagină conține tabele a tuturor combinațiilor literelor de la AAA la DZZ, aranjate strict alfabetic.  Aceste combinații sunt de tipul [[{{literă}}{{literă}}{{literă}}]], reprezentând o sub-clasă a abrevierilor de trei litere.
Toate combinațiile se găsesc pe pagina care combină cele trei litere ca majuscule.  Odată ce pagina va fi fost creată, alte combinații de majuscule și minuscule se pot adăuga paginii.

## Q
```
QAA
 
QAB
 
QAC
 
QAD
 
QAE
 
QAF
 
QAG
 
QAH
 
QAI
 
QAJ
 
QAK
 
QAL
 
QAM
 
QAN
 
QAO
 
QAP
 
QAQ
 
QAR
 
QAS
 
QAT
 
QAU
 
QAV
 
QAW
 
QAX
 
QAY
 
QAZ

QBA
 
QBB
 
QBC
 
QBD
 
QBE
 
QBF
 
QBG
 
QBH
 
QBI
 
QBJ
 
QBK
 
QBL
 
QBM
 
QBN
 
QBO
 
QBP
 
QBQ
 
QBR
 
QBS
 
QBT
 
QBU
 
QBV
 
QBW
 
QBX
 
QBY
 
QBZ

QCA
 
QCB
 
QCC
 
QCD
 
QCE
 
QCF
 
QCG
 
QCH
 
QCI
 
QCJ
 
QCK
 
QCL
 
QCM
 
QCN
 
QCO
 
QCP
 
QCQ
 
QCR
 
QCS
 
QCT
 
QCU
 
QCV
 
QCW
 
QCX
 
QCY
 
QCZ

QDA
 
QDB
 
QDC
 
QDD
 
QDE
 
QDF
 
QDG
 
QDH
 
QDI
 
QDJ
 
QDK
 
QDL
 
QDM
 
QDN
 
QDO
 
QDP
 
QDQ
 
QDR
 
QDS
 
QDT
 
QDU
 
QDV
 
QDW
 
QDX
 
QDY
 
QDZ

QEA
 
QEB
 
QEC
 
QED
 
QEE
 
QEF
 
QEG
 
QEH
 
QEI
 
QEJ
 
QEK
 
QEL
 
QEM
 
QEN
 
QEO
 
QEP
 
QEQ
 
QER
 
QES
 
QET
 
QEU
 
QEV
 
QEW
 
QEX
 
QEY
 
QEZ

QFA
 
QFB
 
QFC
 
QFD
 
QFE
 
QFF
 
QFG
 
QFH
 
QFI
 
QFJ
 
QFK
 
QFL
 
QFM
 
QFN
 
QFO
 
QFP
 
QFQ
 
QFR
 
QFS
 
QFT
 
QFU
 
QFV
 
QFW
 
QFX
 
QFY
 
QFZ

QGA
 
QGB
 
QGC
 
QGD
 
QGE
 
QGF
 
QGG
 
QGH
 
QGI
 
QGJ
 
QGK
 
QGL
 
QGM
 
QGN
 
QGO
 
QGP
 
QGQ
 
QGR
 
QGS
 
QGT
 
QGU
 
QGV
 
QGW
 
QGX
 
QGY
 
QGZ

QHA
 
QHB
 
QHC
 
QHD
 
QHE
 
QHF
 
QHG
 
QHH
 
QHI
 
QHJ
 
QHK
 
QHL
 
QHM
 
QHN
 
QHO
 
QHP
 
QHQ
 
QHR
 
QHS
 
QHT
 
QHU
 
QHV
 
QHW
 
QHX
 
QHY
 
QHZ

QIA
 
QIB
 
QIC
 
QID
 
QIE
 
QIF
 
QIG
 
QIH
 
QII
 
QIJ
 
QIK
 
QIL
 
QIM
 
QIN
 
QIO
 
QIP
 
QIQ
 
QIR
 
QIS
 
QIT
 
QIU
 
QIV
 
QIW
 
QIX
 
QIY
 
QIZ

QJA
 
QJB
 
QJC
 
QJD
 
QJE
 
QJF
 
QJG
 
QJH
 
QJI
 
QJJ
 
QJK
 
QJL
 
QJM
 
QJN
 
QJO
 
QJP
 
QJQ
 
QJR
 
QJS
 
QJT
 
QJU
 
QJV
 
QJW
 
QJX
 
QJY
 
QJZ

QKA
 
QKB
 
QKC
 
QKD
 
QKE
 
QKF
 
QKG
 
QKH
 
QKI
 
QKJ
 
QKK
 
QKL
 
QKM
 
QKN
 
QKO
 
QKP
 
QKQ
 
QKR
 
QKS
 
QKT
 
QKU
 
QKV
 
QKW
 
QKX
 
QKY
 
QKZ

QLA
 
QLB
 
QLC
 
QLD
 
QLE
 
QLF
 
QLG
 
QLH
 
QLI
 
QLJ
 
QLK
 
QLL
 
QLM
 
QLN
 
QLO
 
QLP
 
QLQ
 
QLR
 
QLS
 
QLT
 
QLU
 
QLV
 
QLW
 
QLX
 
QLY
 
QLZ

QMA
 
QMB
 
QMC
 
QMD
 
QME
 
QMF
 
QMG
 
QMH
 
QMI
 
QMJ
 
QMK
 
QML
 
QMM
 
QMN
 
QMO
 
QMP
 
QMQ
 
QMR
 
QMS
 
QMT
 
QMU
 
QMV
 
QMW
 
QMX
 
QMY
 
QMZ

QNA
 
QNB
 
QNC
 
QND
 
QNE
 
QNF
 
QNG
 
QNH
 
QNI
 
QNJ
 
QNK
 
QNL
 
QNM
 
QNN
 
QNO
 
QNP
 
QNQ
 
QNR
 
QNS
 
QNT
 
QNU
 
QNV
 
QNW
 
QNX
 
QNY
 
QNZ

QOA
 
QOB
 
QOC
 
QOD
 
QOE
 
QOF
 
QOG
 
QOH
 
QOI
 
QOJ
 
QOK
 
QOL
 
QOM
 
QON
 
QOO
 
QOP
 
QOQ
 
QOR
 
QOS
 
QOT
 
QOU
 
QOV
 
QOW
 
QOX
 
QOY
 
QOZ

QPA
 
QPB
 
QPC
 
QPD
 
QPE
 
QPF
 
QPG
 
QPH
 
QPI
 
QPJ
 
QPK
 
QPL
 
QPM
 
QPN
 
QPO
 
QPP
 
QPQ
 
QPR
 
QPS
 
QPT
 
QPU
 
QPV
 
QPW
 
QPX
 
QPY
 
QPZ

QQA
 
QQB
 
QQC
 
QQD
 
QQE
 
QQF
 
QQG
 
QQH
 
QQI
 
QQJ
 
QQK
 
QQL
 
QQM
 
QQN
 
QQO
 
QQP
 
QQQ
 
QQR
 
QQS
 
QQT
 
QQU
 
QQV
 
QQW
 
QQX
 
QQY
 
QQZ

QRA
 
QRB
 
QRC
 
QRD
 
QRE
 
QRF
 
QRG
 
QRH
 
QRI
 
QRJ
 
QRK
 
QRL
 
QRM
 
QRN
 
QRO
 
QRP
 
QRQ
 
QRR
 
QRS
 
QRT
 
QRU
 
QRV
 
QRW
 
QRX
 
QRY
 
QRZ

QSA
 
QSB
 
QSC
 
QSD
 
QSE
 
QSF
 
QSG
 
QSH
 
QSI
 
QSJ
 
QSK
 
QSL
 
QSM
 
QSN
 
QSO
 
QSP
 
QSQ
 
QSR
 
QSS
 
QST
 
QSU
 
QSV
 
QSW
 
QSX
 
QSY
 
QSZ

QTA
 
QTB
 
QTC
 
QTD
 
QTE
 
QTF
 
QTG
 
QTH
 
QTI
 
QTJ
 
QTK
 
QTL
 
QTM
 
QTN
 
QTO
 
QTP
 
QTQ
 
QTR
 
QTS
 
QTT
 
QTU
 
QTV
 
QTW
 
QTX
 
QTY
 
QTZ

QUA
 
QUB
 
QUC
 
QUD
 
QUE
 
QUF
 
QUG
 
QUH
 
QUI
 
QUJ
 
QUK
 
QUL
 
QUM
 
QUN
 
QUO
 
QUP
 
QUQ
 
QUR
 
QUS
 
QUT
 
QUU
 
QUV
 
QUW
 
QUX
 
QUY
 
QUZ

QVA
 
QVB
 
QVC
 
QVD
 
QVE
 
QVF
 
QVG
 
QVH
 
QVI
 
QVJ
 
QVK
 
QVL
 
QVM
 
QVN
 
QVO
 
QVP
 
QVQ
 
QVR
 
QVS
 
QVT
 
QVU
 
QVV
 
QVW
 
QVX
 
QVY
 
QVZ

QWA
 
QWB
 
QWC
 
QWD
 
QWE
 
QWF
 
QWG
 
QWH
 
QWI
 
QWJ
 
QWK
 
QWL
 
QWM
 
QWN
 
QWO
 
QWP
 
QWQ
 
QWR
 
QWS
 
QWT
 
QWU
 
QWV
 
QWW
 
QWX
 
QWY
 
QWZ

QXA
 
QXB
 
QXC
 
QXD
 
QXE
 
QXF
 
QXG
 
QXH
 
QXI
 
QXJ
 
QXK
 
QXL
 
QXM
 
QXN
 
QXO
 
QXP
 
QXQ
 
QXR
 
QXS
 
QXT
 
QXU
 
QXV
 
QXW
 
QXX
 
QXY
 
QXZ

QYA
 
QYB
 
QYC
 
QYD
 
QYE
 
QYF
 
QYG
 
QYH
 
QYI
 
QYJ
 
QYK
 
QYL
 
QYM
 
QYN
 
QYO
 
QYP
 
QYQ
 
QYR
 
QYS
 
QYT
 
QYU
 
QYV
 
QYW
 
QYX
 
QYY
 
QYZ

QZA
 
QZB
 
QZC
 
QZD
 
QZE
 
QZF
 
QZG
 
QZH
 
QZI
 
QZJ
 
QZK
 
QZL
 
QZM
 
QZN
 
QZO
 
QZP
 
QZQ
 
QZR
 
QZS
 
QZT
 
QZU
 
QZV
 
QZW
 
QZX
 
QZY
 
QZZ
```

| Cuprins : | Sus - Q R S T | - Jos |

## R
```
RAA
 
RAB
 
RAC
 
RAD
 
RAE
 
RAF
 
RAG
 
RAH
 
RAI
 
RAJ
 
RAK
 
RAL
 
RAM
 
RAN
 
RAO
 
RAP
 
RAQ
 
RAR
 
RAS
 
RAT
 
RAU
 
RAV
 
RAW
 
RAX
 
RAY
 
RAZ

RBA
 
RBB
 
RBC
 
RBD
 
RBE
 
RBF
 
RBG
 
RBH
 
RBI
 
RBJ
 
RBK
 
RBL
 
RBM
 
RBN
 
RBO
 
RBP
 
RBQ
 
RBR
 
RBS
 
RBT
 
RBU
 
RBV
 
RBW
 
RBX
 
RBY
 
RBZ

RCA
 
RCB
 
RCC
 
RCD
 
RCE
 
RCF
 
RCG
 
RCH
 
RCI
 
RCJ
 
RCK
 
RCL
 
RCM
 
RCN
 
RCO
 
RCP
 
RCQ
 
RCR
 
RCS
 
RCT
 
RCU
 
RCV
 
RCW
 
RCX
 
RCY
 
RCZ

RDA
 
RDB
 
RDC
 
RDD
 
RDE
 
RDF
 
RDG
 
RDH
 
RDI
 
RDJ
 
RDK
 
RDL
 
RDM
 
RDN
 
RDO
 
RDP
 
RDQ
 
RDR
 
RDS
 
RDT
 
RDU
 
RDV
 
RDW
 
RDX
 
RDY
 
RDZ

REA
 
REB
 
REC
 
RED
 
REE
 
REF
 
REG
 
REH
 
REI
 
REJ
 
REK
 
REL
 
REM
 
REN
 
REO
 
REP
 
REQ
 
RER
 
RES
 
RET
 
REU
 
REV
 
REW
 
REX
 
REY
 
REZ

RFA
 
RFB
 
RFC
 
RFD
 
RFE
 
RFF
 
RFG
 
RFH
 
RFI
 
RFJ
 
RFK
 
RFL
 
RFM
 
RFN
 
RFO
 
RFP
 
RFQ
 
RFR
 
RFS
 
RFT
 
RFU
 
RFV
 
RFW
 
RFX
 
RFY
 
RFZ

RGA
 
RGB
 
RGC
 
RGD
 
RGE
 
RGF
 
RGG
 
RGH
 
RGI
 
RGJ
 
RGK
 
RGL
 
RGM
 
RGN
 
RGO
 
RGP
 
RGQ
 
RGR
 
RGS
 
RGT
 
RGU
 
RGV
 
RGW
 
RGX
 
RGY
 
RGZ

RHA
 
RHB
 
RHC
 
RHD
 
RHE
 
RHF
 
RHG
 
RHH
 
RHI
 
RHJ
 
RHK
 
RHL
 
RHM
 
RHN
 
RHO
 
RHP
 
RHQ
 
RHR
 
RHS
 
RHT
 
RHU
 
RHV
 
RHW
 
RHX
 
RHY
 
RHZ

RIA
 
RIB
 
RIC
 
RID
 
RIE
 
RIF
 
RIG
 
RIH
 
RII
 
RIJ
 
RIK
 
RIL
 
RIM
 
RIN
 
RIO
 
RIP
 
RIQ
 
RIR
 
RIS
 
RIT
 
RIU
 
RIV
 
RIW
 
RIX
 
RIY
 
RIZ

RJA
 
RJB
 
RJC
 
RJD
 
RJE
 
RJF
 
RJG
 
RJH
 
RJI
 
RJJ
 
RJK
 
RJL
 
RJM
 
RJN
 
RJO
 
RJP
 
RJQ
 
RJR
 
RJS
 
RJT
 
RJU
 
RJV
 
RJW
 
RJX
 
RJY
 
RJZ

RKA
 
RKB
 
RKC
 
RKD
 
RKE
 
RKF
 
RKG
 
RKH
 
RKI
 
RKJ
 
RKK
 
RKL
 
RKM
 
RKN
 
RKO
 
RKP
 
RKQ
 
RKR
 
RKS
 
RKT
 
RKU
 
RKV
 
RKW
 
RKX
 
RKY
 
RKZ

RLA
 
RLB
 
RLC
 
RLD
 
RLE
 
RLF
 
RLG
 
RLH
 
RLI
 
RLJ
 
RLK
 
RLL
 
RLM
 
RLN
 
RLO
 
RLP
 
RLQ
 
RLR
 
RLS
 
RLT
 
RLU
 
RLV
 
RLW
 
RLX
 
RLY
 
RLZ

RMA
 
RMB
 
RMC
 
RMD
 
RME
 
RMF
 
RMG
 
RMH
 
RMI
 
RMJ
 
RMK
 
RML
 
RMM
 
RMN
 
RMO
 
RMP
 
RMQ
 
RMR
 
RMS
 
RMT
 
RMU
 
RMV
 
RMW
 
RMX
 
RMY
 
RMZ

RNA
 
RNB
 
RNC
 
RND
 
RNE
 
RNF
 
RNG
 
RNH
 
RNI
 
RNJ
 
RNK
 
RNL
 
RNM
 
RNN
 
RNO
 
RNP
 
RNQ
 
RNR
 
RNS
 
RNT
 
RNU
 
RNV
 
RNW
 
RNX
 
RNY
 
RNZ

ROA
 
ROB
 
ROC
 
ROD
 
ROE
 
ROF
 
ROG
 
ROH
 
ROI
 
ROJ
 
ROK
 
ROL
 
ROM
 
RON
 
ROO
 
ROP
 
ROQ
 
ROR
 
ROS
 
ROT
 
ROU
 
ROV
 
ROW
 
ROX
 
ROY
 
ROZ

RPA
 
RPB
 
RPC
 
RPD
 
RPE
 
RPF
 
RPG
 
RPH
 
RPI
 
RPJ
 
RPK
 
RPL
 
RPM
 
RPN
 
RPO
 
RPP
 
RPQ
 
RPR
 
RPS
 
RPT
 
RPU
 
RPV
 
RPW
 
RPX
 
RPY
 
RPZ

RQA
 
RQB
 
RQC
 
RQD
 
RQE
 
RQF
 
RQG
 
RQH
 
RQI
 
RQJ
 
RQK
 
RQL
 
RQM
 
RQN
 
RQO
 
RQP
 
RQQ
 
RQR
 
RQS
 
RQT
 
RQU
 
RQV
 
RQW
 
RQX
 
RQY
 
RQZ

RRA
 
RRB
 
RRC
 
RRD
 
RRE
 
RRF
 
RRG
 
RRH
 
RRI
 
RRJ
 
RRK
 
RRL
 
RRM
 
RRN
 
RRO
 
RRP
 
RRQ
 
RRR
 
RRS
 
RRT
 
RRU
 
RRV
 
RRW
 
RRX
 
RRY
 
RRZ

RSA
 
RSB
 
RSC
 
RSD
 
RSE
 
RSF
 
RSG
 
RSH
 
RSI
 
RSJ
 
RSK
 
RSL
 
RSM
 
RSN
 
RSO
 
RSP
 
RSQ
 
RSR
 
RSS
 
RST
 
RSU
 
RSV
 
RSW
 
RSX
 
RSY
 
RSZ

RTA
 
RTB
 
RTC
 
RTD
 
RTE
 
RTF
 
RTG
 
RTH
 
RTI
 
RTJ
 
RTK
 
RTL
 
RTM
 
RTN
 
RTO
 
RTP
 
RTQ
 
RTR
 
RTS
 
RTT
 
RTU
 
RTV
 
RTW
 
RTX
 
RTY
 
RTZ

RUA
 
RUB
 
RUC
 
RUD
 
RUE
 
RUF
 
RUG
 
RUH
 
RUI
 
RUJ
 
RUK
 
RUL
 
RUM
 
RUN
 
RUO
 
RUP
 
RUQ
 
RUR
 
RUS
 
RUT
 
RUU
 
RUV
 
RUW
 
RUX
 
RUY
 
RUZ

RVA
 
RVB
 
RVC
 
RVD
 
RVE
 
RVF
 
RVG
 
RVH
 
RVI
 
RVJ
 
RVK
 
RVL
 
RVM
 
RVN
 
RVO
 
RVP
 
RVQ
 
RVR
 
RVS
 
RVT
 
RVU
 
RVV
 
RVW
 
RVX
 
RVY
 
RVZ

RWA
 
RWB
 
RWC
 
RWD
 
RWE
 
RWF
 
RWG
 
RWH
 
RWI
 
RWJ
 
RWK
 
RWL
 
RWM
 
RWN
 
RWO
 
RWP
 
RWQ
 
RWR
 
RWS
 
RWT
 
RWU
 
RWV
 
RWW
 
RWX
 
RWY
 
RWZ

RXA
 
RXB
 
RXC
 
RXD
 
RXE
 
RXF
 
RXG
 
RXH
 
RXI
 
RXJ
 
RXK
 
RXL
 
RXM
 
RXN
 
RXO
 
RXP
 
RXQ
 
RXR
 
RXS
 
RXT
 
RXU
 
RXV
 
RXW
 
RXX
 
RXY
 
RXZ

RYA
 
RYB
 
RYC
 
RYD
 
RYE
 
RYF
 
RYG
 
RYH
 
RYI
 
RYJ
 
RYK
 
RYL
 
RYM
 
RYN
 
RYO
 
RYP
 
RYQ
 
RYR
 
RYS
 
RYT
 
RYU
 
RYV
 
RYW
 
RYX
 
RYY
 
RYZ

RZA
 
RZB
 
RZC
 
RZD
 
RZE
 
RZF
 
RZG
 
RZH
 
RZI
 
RZJ
 
RZK
 
RZL
 
RZM
 
RZN
 
RZO
 
RZP
 
RZQ
 
RZR
 
RZS
 
RZT
 
RZU
 
RZV
 
RZW
 
RZX
 
RZY
 
RZZ
```

| Cuprins : | Sus - Q R S T | - Jos |

## S
```
SAA
 
SAB
 
SAC
 
SAD
 
SAE
 
SAF
 
SAG
 
SAH
 
SAI
 
SAJ
 
SAK
 
SAL
 
SAM
 
SAN
 
SAO
 
SAP
 
SAQ
 
SAR
 
SAS
 
SAT
 
SAU
 
SAV
 
SAW
 
SAX
 
SAY
 
SAZ

SBA
 
SBB
 
SBC
 
SBD
 
SBE
 
SBF
 
SBG
 
SBH
 
SBI
 
SBJ
 
SBK
 
SBL
 
SBM
 
SBN
 
SBO
 
SBP
 
SBQ
 
SBR
 
SBS
 
SBT
 
SBU
 
SBV
 
SBW
 
SBX
 
SBY
 
SBZ

SCA
 
SCB
 
SCC
 
SCD
 
SCE
 
SCF
 
SCG
 
SCH
 
SCI
 
SCJ
 
SCK
 
SCL
 
SCM
 
SCN
 
SCO
 
SCP
 
SCQ
 
SCR
 
SCS
 
SCT
 
SCU
 
SCV
 
SCW
 
SCX
 
SCY
 
SCZ

SDA
 
SDB
 
SDC
 
SDD
 
SDE
 
SDF
 
SDG
 
SDH
 
SDI
 
SDJ
 
SDK
 
SDL
 
SDM
 
SDN
 
SDO
 
SDP
 
SDQ
 
SDR
 
SDS
 
SDT
 
SDU
 
SDV
 
SDW
 
SDX
 
SDY
 
SDZ

SEA
 
SEB
 
SEC
 
SED
 
SEE
 
SEF
 
SEG
 
SEH
 
SEI
 
SEJ
 
SEK
 
SEL
 
SEM
 
SEN
 
SEO
 
SEP
 
SEQ
 
SER
 
SES
 
SET
 
SEU
 
SEV
 
SEW
 
SEX
 
SEY
 
SEZ

SFA
 
SFB
 
SFC
 
SFD
 
SFE
 
SFF
 
SFG
 
SFH
 
SFI
 
SFJ
 
SFK
 
SFL
 
SFM
 
SFN
 
SFO
 
SFP
 
SFQ
 
SFR
 
SFS
 
SFT
 
SFU
 
SFV
 
SFW
 
SFX
 
SFY
 
SFZ

SGA
 
SGB
 
SGC
 
SGD
 
SGE
 
SGF
 
SGG
 
SGH
 
SGI
 
SGJ
 
SGK
 
SGL
 
SGM
 
SGN
 
SGO
 
SGP
 
SGQ
 
SGR
 
SGS
 
SGT
 
SGU
 
SGV
 
SGW
 
SGX
 
SGY
 
SGZ

SHA
 
SHB
 
SHC
 
SHD
 
SHE
 
SHF
 
SHG
 
SHH
 
SHI
 
SHJ
 
SHK
 
SHL
 
SHM
 
SHN
 
SHO
 
SHP
 
SHQ
 
SHR
 
SHS
 
SHT
 
SHU
 
SHV
 
SHW
 
SHX
 
SHY
 
SHZ

SIA
 
SIB
 
SIC
 
SID
 
SIE
 
SIF
 
SIG
 
SIH
 
SII
 
SIJ
 
SIK
 
SIL
 
SIM
 
SIN
 
SIO
 
SIP
 
SIQ
 
SIR
 
SIS
 
SIT
 
SIU
 
SIV
 
SIW
 
SIX
 
SIY
 
SIZ

SJA
 
SJB
 
SJC
 
SJD
 
SJE
 
SJF
 
SJG
 
SJH
 
SJI
 
SJJ
 
SJK
 
SJL
 
SJM
 
SJN
 
SJO
 
SJP
 
SJQ
 
SJR
 
SJS
 
SJT
 
SJU
 
SJV
 
SJW
 
SJX
 
SJY
 
SJZ

SKA
 
SKB
 
SKC
 
SKD
 
SKE
 
SKF
 
SKG
 
SKH
 
SKI
 
SKJ
 
SKK
 
SKL
 
SKM
 
SKN
 
SKO
 
SKP
 
SKQ
 
SKR
 
SKS
 
SKT
 
SKU
 
SKV
 
SKW
 
SKX
 
SKY
 
SKZ

SLA
 
SLB
 
SLC
 
SLD
 
SLE
 
SLF
 
SLG
 
SLH
 
SLI
 
SLJ
 
SLK
 
SLL
 
SLM
 
SLN
 
SLO
 
SLP
 
SLQ
 
SLR
 
SLS
 
SLT
 
SLU
 
SLV
 
SLW
 
SLX
 
SLY
 
SLZ

SMA
 
SMB
 
SMC
 
SMD
 
SME
 
SMF
 
SMG
 
SMH
 
SMI
 
SMJ
 
SMK
 
SML
 
SMM
 
SMN
 
SMO
 
SMP
 
SMQ
 
SMR
 
SMS
 
SMT
 
SMU
 
SMV
 
SMW
 
SMX
 
SMY
 
SMZ

SNA
 
SNB
 
SNC
 
SND
 
SNE
 
SNF
 
SNG
 
SNH
 
SNI
 
SNJ
 
SNK
 
SNL
 
SNM
 
SNN
 
SNO
 
SNP
 
SNQ
 
SNR
 
SNS
 
SNT
 
SNU
 
SNV
 
SNW
 
SNX
 
SNY
 
SNZ

SOA
 
SOB
 
SOC
 
SOD
 
SOE
 
SOF
 
SOG
 
SOH
 
SOI
 
SOJ
 
SOK
 
SOL
 
SOM
 
SON
 
SOO
 
SOP
 
SOQ
 
SOR
 
SOS
 
SOT
 
SOU
 
SOV
 
SOW
 
SOX
 
SOY
 
SOZ

SPA
 
SPB
 
SPC
 
SPD
 
SPE
 
SPF
 
SPG
 
SPH
 
SPI
 
SPJ
 
SPK
 
SPL
 
SPM
 
SPN
 
SPO
 
SPP
 
SPQ
 
SPR
 
SPS
 
SPT
 
SPU
 
SPV
 
SPW
 
SPX
 
SPY
 
SPZ

SQA
 
SQB
 
SQC
 
SQD
 
SQE
 
SQF
 
SQG
 
SQH
 
SQI
 
SQJ
 
SQK
 
SQL
 
SQM
 
SQN
 
SQO
 
SQP
 
SQQ
 
SQR
 
SQS
 
SQT
 
SQU
 
SQV
 
SQW
 
SQX
 
SQY
 
SQZ

SRA
 
SRB
 
SRC
 
SRD
 
SRE
 
SRF
 
SRG
 
SRH
 
SRI
 
SRJ
 
SRK
 
SRL
 
SRM
 
SRN
 
SRO
 
SRP
 
SRQ
 
SRR
 
SRS
 
SRT
 
SRU
 
SRV
 
SRW
 
SRX
 
SRY
 
SRZ

SSA
 
SSB
 
SSC
 
SSD
 
SSE
 
SSF
 
SSG
 
SSH
 
SSI
 
SSJ
 
SSK
 
SSL
 
SSM
 
SSN
 
SSO
 
SSP
 
SSQ
 
SSR
 
SSS
 
SST
 
SSU
 
SSV
 
SSW
 
SSX
 
SSY
 
SSZ

STA
 
STB
 
STC
 
STD
 
STE
 
STF
 
STG
 
STH
 
STI
 
STJ
 
STK
 
STL
 
STM
 
STN
 
STO
 
STP
 
STQ
 
STR
 
STS
 
STT
 
STU
 
STV
 
STW
 
STX
 
STY
 
STZ

SUA
 
SUB
 
SUC
 
SUD
 
SUE
 
SUF
 
SUG
 
SUH
 
SUI
 
SUJ
 
SUK
 
SUL
 
SUM
 
SUN
 
SUO
 
SUP
 
SUQ
 
SUR
 
SUS
 
SUT
 
SUU
 
SUV
 
SUW
 
SUX
 
SUY
 
SUZ

SVA
 
SVB
 
SVC
 
SVD
 
SVE
 
SVF
 
SVG
 
SVH
 
SVI
 
SVJ
 
SVK
 
SVL
 
SVM
 
SVN
 
SVO
 
SVP
 
SVQ
 
SVR
 
SVS
 
SVT
 
SVU
 
SVV
 
SVW
 
SVX
 
SVY
 
SVZ

SWA
 
SWB
 
SWC
 
SWD
 
SWE
 
SWF
 
SWG
 
SWH
 
SWI
 
SWJ
 
SWK
 
SWL
 
SWM
 
SWN
 
SWO
 
SWP
 
SWQ
 
SWR
 
SWS
 
SWT
 
SWU
 
SWV
 
SWW
 
SWX
 
SWY
 
SWZ

SXA
 
SXB
 
SXC
 
SXD
 
SXE
 
SXF
 
SXG
 
SXH
 
SXI
 
SXJ
 
SXK
 
SXL
 
SXM
 
SXN
 
SXO
 
SXP
 
SXQ
 
SXR
 
SXS
 
SXT
 
SXU
 
SXV
 
SXW
 
SXX
 
SXY
 
SXZ

SYA
 
SYB
 
SYC
 
SYD
 
SYE
 
SYF
 
SYG
 
SYH
 
SYI
 
SYJ
 
SYK
 
SYL
 
SYM
 
SYN
 
SYO
 
SYP
 
SYQ
 
SYR
 
SYS
 
SYT
 
SYU
 
SYV
 
SYW
 
SYX
 
SYY
 
SYZ

SZA
 
SZB
 
SZC
 
SZD
 
SZE
 
SZF
 
SZG
 
SZH
 
SZI
 
SZJ
 
SZK
 
SZL
 
SZM
 
SZN
 
SZO
 
SZP
 
SZQ
 
SZR
 
SZS
 
SZT
 
SZU
 
SZV
 
SZW
 
SZX
 
SZY
 
SZZ
```

| Cuprins : | Sus - Q R S T | - Jos |

## T
```
TAA
 
TAB
 
TAC
 
TAD
 
TAE
 
TAF
 
TAG
 
TAH
 
TAI
 
TAJ
 
TAK
 
TAL
 
TAM
 
TAN
 
TAO
 
TAP
 
TAQ
 
TAR
 
TAS
 
TAT
 
TAU
 
TAV
 
TAW
 
TAX
 
TAY
 
TAZ

TBA
 
TBB
 
TBC
 
TBD
 
TBE
 
TBF
 
TBG
 
TBH
 
TBI
 
TBJ
 
TBK
 
TBL
 
TBM
 
TBN
 
TBO
 
TBP
 
TBQ
 
TBR
 
TBS
 
TBT
 
TBU
 
TBV
 
TBW
 
TBX
 
TBY
 
TBZ

TCA
 
TCB
 
TCC
 
TCD
 
TCE
 
TCF
 
TCG
 
TCH
 
TCI
 
TCJ
 
TCK
 
TCL
 
TCM
 
TCN
 
TCO
 
TCP
 
TCQ
 
TCR
 
TCS
 
TCT
 
TCU
 
TCV
 
TCW
 
TCX
 
TCY
 
TCZ

TDA
 
TDB
 
TDC
 
TDD
 
TDE
 
TDF
 
TDG
 
TDH
 
TDI
 
TDJ
 
TDK
 
TDL
 
TDM
 
TDN
 
TDO
 
TDP
 
TDQ
 
TDR
 
TDS
 
TDT
 
TDU
 
TDV
 
TDW
 
TDX
 
TDY
 
TDZ

TEA
 
TEB
 
TEC
 
TED
 
TEE
 
TEF
 
TEG
 
TEH
 
TEI
 
TEJ
 
TEK
 
TEL
 
TEM
 
TEN
 
TEO
 
TEP
 
TEQ
 
TER
 
TES
 
TET
 
TEU
 
TEV
 
TEW
 
TEX
 
TEY
 
TEZ

TFA
 
TFB
 
TFC
 
TFD
 
TFE
 
TFF
 
TFG
 
TFH
 
TFI
 
TFJ
 
TFK
 
TFL
 
TFM
 
TFN
 
TFO
 
TFP
 
TFQ
 
TFR
 
TFS
 
TFT
 
TFU
 
TFV
 
TFW
 
TFX
 
TFY
 
TFZ

TGA
 
TGB
 
TGC
 
TGD
 
TGE
 
TGF
 
TGG
 
TGH
 
TGI
 
TGJ
 
TGK
 
TGL
 
TGM
 
TGN
 
TGO
 
TGP
 
TGQ
 
TGR
 
TGS
 
TGT
 
TGU
 
TGV
 
TGW
 
TGX
 
TGY
 
TGZ

THA
 
THB
 
THC
 
THD
 
THE
 
THF
 
THG
 
THH
 
THI
 
THJ
 
THK
 
THL
 
THM
 
THN
 
THO
 
THP
 
THQ
 
THR
 
THS
 
THT
 
THU
 
THV
 
THW
 
THX
 
THY
 
THZ

TIA
 
TIB
 
TIC
 
TID
 
TIE
 
TIF
 
TIG
 
TIH
 
TII
 
TIJ
 
TIK
 
TIL
 
TIM
 
TIN
 
TIO
 
TIP
 
TIQ
 
TIR
 
TIS
 
TIT
 
TIU
 
TIV
 
TIW
 
TIX
 
TIY
 
TIZ

TJA
 
TJB
 
TJC
 
TJD
 
TJE
 
TJF
 
TJG
 
TJH
 
TJI
 
TJJ
 
TJK
 
TJL
 
TJM
 
TJN
 
TJO
 
TJP
 
TJQ
 
TJR
 
TJS
 
TJT
 
TJU
 
TJV
 
TJW
 
TJX
 
TJY
 
TJZ

TKA
 
TKB
 
TKC
 
TKD
 
TKE
 
TKF
 
TKG
 
TKH
 
TKI
 
TKJ
 
TKK
 
TKL
 
TKM
 
TKN
 
TKO
 
TKP
 
TKQ
 
TKR
 
TKS
 
TKT
 
TKU
 
TKV
 
TKW
 
TKX
 
TKY
 
TKZ

TLA
 
TLB
 
TLC
 
TLD
 
TLE
 
TLF
 
TLG
 
TLH
 
TLI
 
TLJ
 
TLK
 
TLL
 
TLM
 
TLN
 
TLO
 
TLP
 
TLQ
 
TLR
 
TLS
 
TLT
 
TLU
 
TLV
 
TLW
 
TLX
 
TLY
 
TLZ

TMA
 
TMB
 
TMC
 
TMD
 
TME
 
TMF
 
TMG
 
TMH
 
TMI
 
TMJ
 
TMK
 
TML
 
TMM
 
TMN
 
TMO
 
TMP
 
TMQ
 
TMR
 
TMS
 
TMT
 
TMU
 
TMV
 
TMW
 
TMX
 
TMY
 
TMZ

TNA
 
TNB
 
TNC
 
TND
 
TNE
 
TNF
 
TNG
 
TNH
 
TNI
 
TNJ
 
TNK
 
TNL
 
TNM
 
TNN
 
TNO
 
TNP
 
TNQ
 
TNR
 
TNS
 
TNT
 
TNU
 
TNV
 
TNW
 
TNX
 
TNY
 
TNZ

TOA
 
TOB
 
TOC
 
TOD
 
TOE
 
TOF
 
TOG
 
TOH
 
TOI
 
TOJ
 
TOK
 
TOL
 
TOM
 
TON
 
TOO
 
TOP
 
TOQ
 
TOR
 
TOS
 
TOT
 
TOU
 
TOV
 
TOW
 
TOX
 
TOY
 
TOZ

TPA
 
TPB
 
TPC
 
TPD
 
TPE
 
TPF
 
TPG
 
TPH
 
TPI
 
TPJ
 
TPK
 
TPL
 
TPM
 
TPN
 
TPO
 
TPP
 
TPQ
 
TPR
 
TPS
 
TPT
 
TPU
 
TPV
 
TPW
 
TPX
 
TPY
 
TPZ

TQA
 
TQB
 
TQC
 
TQD
 
TQE
 
TQF
 
TQG
 
TQH
 
TQI
 
TQJ
 
TQK
 
TQL
 
TQM
 
TQN
 
TQO
 
TQP
 
TQQ
 
TQR
 
TQS
 
TQT
 
TQU
 
TQV
 
TQW
 
TQX
 
TQY
 
TQZ

TRA
 
TRB
 
TRC
 
TRD
 
TRE
 
TRF
 
TRG
 
TRH
 
TRI
 
TRJ
 
TRK
 
TRL
 
TRM
 
TRN
 
TRO
 
TRP
 
TRQ
 
TRR
 
TRS
 
TRT
 
TRU
 
TRV
 
TRW
 
TRX
 
TRY
 
TRZ

TSA
 
TSB
 
TSC
 
TSD
 
TSE
 
TSF
 
TSG
 
TSH
 
TSI
 
TSJ
 
TSK
 
TSL
 
TSM
 
TSN
 
TSO
 
TSP
 
TSQ
 
TSR
 
TSS
 
TST
 
TSU
 
TSV
 
TSW
 
TSX
 
TSY
 
TSZ

TTA
 
TTB
 
TTC
 
TTD
 
TTE
 
TTF
 
TTG
 
TTH
 
TTI
 
TTJ
 
TTK
 
TTL
 
TTM
 
TTN
 
TTO
 
TTP
 
TTQ
 
TTR
 
TTS
 
TTT
 
TTU
 
TTV
 
TTW
 
TTX
 
TTY
 
TTZ

TUA
 
TUB
 
TUC
 
TUD
 
TUE
 
TUF
 
TUG
 
TUH
 
TUI
 
TUJ
 
TUK
 
TUL
 
TUM
 
TUN
 
TUO
 
TUP
 
TUQ
 
TUR
 
TUS
 
TUT
 
TUU
 
TUV
 
TUW
 
TUX
 
TUY
 
TUZ

TVA
 
TVB
 
TVC
 
TVD
 
TVE
 
TVF
 
TVG
 
TVH
 
TVI
 
TVJ
 
TVK
 
TVL
 
TVM
 
TVN
 
TVO
 
TVP
 
TVQ
 
TVR
 
TVS
 
TVT
 
TVU
 
TVV
 
TVW
 
TVX
 
TVY
 
TVZ

TWA
 
TWB
 
TWC
 
TWD
 
TWE
 
TWF
 
TWG
 
TWH
 
TWI
 
TWJ
 
TWK
 
TWL
 
TWM
 
TWN
 
TWO
 
TWP
 
TWQ
 
TWR
 
TWS
 
TWT
 
TWU
 
TWV
 
TWW
 
TWX
 
TWY
 
TWZ

TXA
 
TXB
 
TXC
 
TXD
 
TXE
 
TXF
 
TXG
 
TXH
 
TXI
 
TXJ
 
TXK
 
TXL
 
TXM
 
TXN
 
TXO
 
TXP
 
TXQ
 
TXR
 
TXS
 
TXT
 
TXU
 
TXV
 
TXW
 
TXX
 
TXY
 
TXZ

TYA
 
TYB
 
TYC
 
TYD
 
TYE
 
TYF
 
TYG
 
TYH
 
TYI
 
TYJ
 
TYK
 
TYL
 
TYM
 
TYN
 
TYO
 
TYP
 
TYQ
 
TYR
 
TYS
 
TYT
 
TYU
 
TYV
 
TYW
 
TYX
 
TYY
 
TYZ

TZA
 
TZB
 
TZC
 
TZD
 
TZE
 
TZF
 
TZG
 
TZH
 
TZI
 
TZJ
 
TZK
 
TZL
 
TZM
 
TZN
 
TZO
 
TZP
 
TZQ
 
TZR
 
TZS
 
TZT
 
TZU
 
TZV
 
TZW
 
TZX
 
TZY
 
TZZ
```

| Cuprins : | Sus - Q R S T | - Jos |